# 1940年NFLチャンピオンシップゲーム
1940年NFLチャンピオンシップゲーム（1940ねんエヌエフエルチャンピオンシップゲーム、1940 NFL Championship Game）は、1940年12月8日にアメリカ合衆国ワシントンD.C.のグリフィス・スタジアムで開催された試合。1940年シーズンのNFLチャンピオンの座をかけて、西カンファレンスのシカゴ・ベアーズと東カンファレンスのワシントン・レッドスキンズが対戦した。
両チーム共に、1937年以来となるNFLチャンピオンシップゲームへの出場だった。ベアーズはこの試合で11回のタッチダウンを奪い、73-0というNFL史上最も点差の開いた勝利を収めた。 この試合は相互放送局によってラジオで放送され、NFLのタイトル戦としては初めて全米向けに放送された。

## 背景
レッドスキンズは、本試合の3週間前にグリフィス・スタジアムで行われたレギュラーシーズンの試合で、ベアーズに7-3で勝利していた。この試合後、レッドスキンズのオーナーであるジョージ・プレストン・マーシャルは、インタビューで「ベアーズは泣き虫で、困難になると諦めてしまう」と語っていた。再戦を控えたベアーズのヘッドコーチであるジョージ・ハラスは、マーシャルのコメントが掲載された新聞記事を見せて選手たちを鼓舞し、「君たち、これがジョージ・プレストン・マーシャルが君たちをどう思っているかだ。私は君たちが素晴らしいフットボールチームだと思う。さあ、外に出て証明するんだ！」と言った。
試合前、ハラスの友人であるクラーク・ショーネシーが、シーズン無敗を記録したスタンフォード大学のコーチを務めていたこともあり、ベアーズのゲームプランに協力した。ショーネシーは、レッドスキンズが使っていたと思われるラインバッカーのシフトに対するカウンターをいくつか考案した。

## 試合
ベアーズは、Tフォーメーションを主な攻撃戦略として、試合開始直後から試合をコントロールした。最初のドライブの2プレー目で、RBビル・オスマンスキーが68ヤードを走り先制のタッチダウンを奪った。その後、レッドスキンズは敵陣26ヤードラインまで進んだものの、WRチャーリー・マローンがタッチダウンパスをエンドゾーンで落としてしまった。4thダウンで試みたフィールドゴールも失敗に終わり無得点となった。
第1Qはその後、ベアーズはQBシド・ラックマンが1ヤードのタッチダウンランを決め、14-0とリードを広げた。第3ドライブでは、FBジョー・マニアチが42ヤードを走り、ベアーズの3つ目のタッチダウンとなった。
ベアーズは28-0でハーフタイムを迎え、その後もレッドスキンズを圧倒し、後半は45点を獲得した。ベアーズヘッドコーチのジョージ・ハラスがスターティングメンバーを交代させた後も、バックアップの選手が得点を重ねていき、攻撃で合計501ヤード、ラッシングで382ヤード、そして8つのインターセプトを記録し、そのうち3つをタッチダウンに結びつけた。
本試合は、NFLの選手（ベアーズのEndディック・プラスマン）がヘルメットを被らずにプレーした最後の試合でもある。
レッドスキンズのQBサミー・ボウは試合後のインタビューで、記者からの「マローンが同点タッチダウンパスを落とさなかったら、試合は変わっていたのではないか」という質問に、「確かに、最終スコアは73-7だっただろうね」と答えた。

## その後
現在、ベアーズが獲得した73点は、レギュラーシーズン、ポストシーズンを問わず、NFLの試合で1チームが獲得した得点の中で最高である。この点差の勝利は、NFLのみならず、アメリカの主要なプロチームスポーツにおいても、史上最大である。ベアーズが記録した7つのラッシングタッチダウンは、NFL史上2番目に多いタッチダウン数であり、ポストシーズンでは最多である。